# Bellulia lacii
Bellulia lacii là một loài bướm đêm thuộc họ Erebidae. Nó được tìm thấy ở Đài Loan.
Sải cánh dài 10–12 mm. Cánh dưới màu nâu sáng hơi xám. Phía dưới màu xám đồng nhất.